# The Iron Sheik
Hossein Khosrow Ali Vaziri (en persa: حسین خسرو علی وزیری, romantizado como: Hossein Xosrô 'Ali Vaziri; Provincia de Semnán, Estado Imperial de Irán, 15 de marzo de 1942-Fayetteville, Georgia, 7 de junio de 2023), conocido como The Iron Sheik, fue un luchador profesional y actor iraníestadounidense. Fue el único campeón Iraní en la historia de WWE, habiendo ganado el Campeonato de Peso Pesado de WWF en 1983. 
Su personaje luchístico como villano alcanzó su punto máximo durante el boom de la lucha libre profesional en los años 80, y su rivalidad con Hulk Hogan convirtió a este último en uno de los héroes televisivos más grandes de su década. Tiempo después, formó un equipo con Nikolai Volkoff, con quien ganó el Campeonato Mundial en Parejas de WWF en el evento inaugural de WrestleMania. En 2005, fue inducido al Salón de la Fama de WWE.
Siendo un heel durante la década de 1980, Sheik más tarde ganó popularidad en el programa de Kidd Chris, The Howard Stern Show, y también en Internet debido a sus entrevistas explícitas, en las que se expresó con lenguaje vulgar y aparente aversión intensa a algunos de sus compañeros en la lucha libre profesional, particularmente de Hogan y Brian Blair; sin embargo, la verdadera naturaleza de su relación con Hogan, con quien también reconoció haber interactuado fuera del ring, ha sido un tema de debate.

## Primeros años
Khosrow compitió para formar parte del equipo olímpico iraní Greco-Romano para los Juegos Olímpicos de México 1968, pero fue eliminado en las pruebas de su país. No obstante, los promotores de la lucha libre más tarde contrataron a Khosrow por haber ganado una medalla en los Juegos Olímpicos.
Después de esto, se mudó a los Estados Unidos y se convirtió en el entrenador asistente de los dos escuadrones Olímpicos EE. UU. en la década de 1970. En 1971 fue el Amateur Athletic Union Greco-Roman wrestling campeón en 180.5 libras. El 30 de abril del 2009 afirmó que había participado en los Juegos Olímpicos de Múnich 1972.

## Carrera

### Comienzos (1972–1979)
En 1972, Khosrow fue invitado a convertirse en un luchador profesional por el promotor Verne Gagne. El entrenador de Khosrow en Verne Gagne fue Billy Robinson (en la misma clase de Ric Flair) y luego lucho para Gagne's American Wrestling Association. También fue entrenador de Ricky Steamboat, Greg Gagne y Jim Brunzell.
Khosrow primero luchó como un face en las luchas preliminares, pero luego en amigo le dijo que se hiciera heel truco similar al de la tristemente célebre Sheik.
Khosrow obligados y adoptó lo que llegó a ser su estilo: se afeitó la cabeza calva, se hizo crecer un bigote estilo "buffo" tradicional, añadió las botas con el dedo del pie doblado (un guiño a su origen étnico, que, según Khosrow, fue una idea de Jimmy Snuka). También introdujo las Pesas Persas, un deporte jugado en su país nativo, y desafió a los luchadores de allí a darles más vueltas que él. Su truco iraní recibió la atención debido a los acontecimientos de la revolución iraní.
Khosrow ahora es conocido como The Great Hossein Arab. Ganó su primer título, el Canadian Tag Team Championship, con su compañero the Texas Outlaw.

### World Wrestling Federation (1979–1980)
Llamó la atención de la WWF donde debutó en 1979 y ganó su primer Battle Royal en Madison Square Garden, Nueva York. Esto le dio la oportunidad de luchar contra Bob Backlund por el título, más tarde esa noche ganó el título en una pelea de 30 minutos. Mantuvo un feudo con Chief Jay Strongbow y Bruno Sammartino antes de irse en 1980.

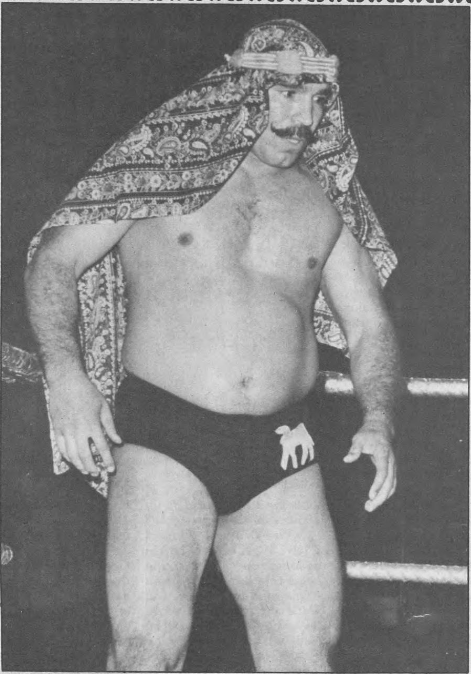
Sheik en 1982.

Khosrow se puso el nombre The Iron Sheik en los territorios de la NWA. Por bromear sobre asuntos como la crisis de los rehenes en Irán y por la general animadversión de los estadounidenses contra el país de Irán, se trasladó a Mid-South y Mid-Atlantic donde ganó el título Mid-Atlantic, anteriormente perteneciente a Jim Brunzell antes de pasar a Georgia Championship Wrestling. Ahí luchaban también grandes luchadores como Dusty Rhodes, Dick Murdoch, Tommy Rich y Ron Garvin.

### Regreso a World Wrestling Federation (1983-1987)

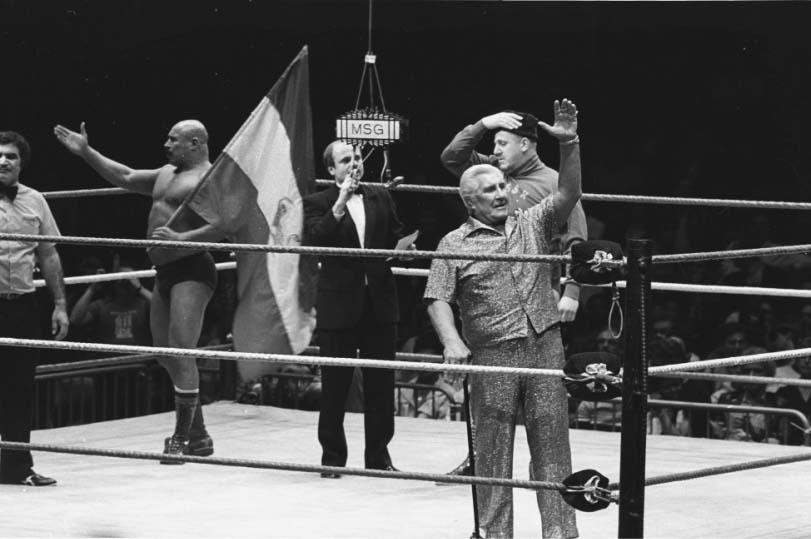
Sheik (con bandera) con Freddie Blassie (saludando) y Nikolai Volkoff (con mano en la cabeza), c. 1980s.

Khosrow volvió a la WWF en 1983 con el nombre The Iron Sheik y desafió una vez más a Backlund por el World Wrestling Federation World Heavyweight Championship. Sheik se lesionó durante el especial de Backlund. Más tarde ganó el título.
Durante su reinado, The Iron Sheik celebraba memorables combates contra Backlund, Jefe Jay Strongbow, Pat Patterson y Tito Santana luego perdió su título solo a cuatro semanas de ganarlo luchando contra Hulk Hogan. El propietario de la WWF Vince McMahon, Jr. había querido llevar a la WWF en una dirección diferente, como parte de su plan de convertir a la WWF en una promoción nacional, a partir de la promoción regional que ya era. Parte del plan de Vince McMahon, Jr. era tomar el título de Backlund y dárselo a Hulk Hogan, quien había salido de la AWA para luchar por Vince.
El luego tuvo una larga pelea contra Sgt. Slaughter, contra el que eventualmente perdería un partido "Boot Camp Rules". Sheik luego hizo equipo con Nikolai Volkoff con el nombre de la "Foreign Legion", bajo la dirección de "Classy" Freddie Blassie, ganando el WWF Tag Team Championship de U.S. Express en el primer WrestleMania. Durante su paso por el WWF, que apareció en el video musical de Cyndi Lauper Goonies 'R' Good Enough como parte de Rock 'n' Wrestling Connection.
En 1987, "Hacksaw" Jim Duggan y Sheik fueron detenidos por la policía de Nueva Jersey después de un evento de WWF, ya que ésta sospechaba que Duggan estaba conduciendo bajo influencia de sustancias tóxicas. Después de hacer un registro al vehículo y a las personas, descubrió que Duggan estaba bajo la influencia de la marihuana y el alcohol, mientras que Sheik lo estaba bajo la de la cocaína. Se encontraron pequeñas cantidades de cocaína en el vehículo. Ambos fueron puestos en libertad condicional, Sheik durante un año. Luego les expulsaron temporalmente de la WWF.

### Circuito independiente (1987-1990)
En 1987, The Iron Sheik compitió en Dallas World Class Championship Wrestling. Él se quedó con la organización solo unos pocos meses, luego fue a la AWA donde atacó a Sgt. Slaughter durante una pelea contra el World Wrestling Council celebrado en Puerto Rico. Además de retomar su feudo con Slaughter y trabajar en equipo con Col. DeBeers, tuvo como oponente a Tony Atlas, con el cual ya mantuvo un feudo en WCCW y WWC.
En 1988 regresó a la WWF. En 1989 tuvo un breve paso por National Wrestling Alliance, donde su enemigo era Sting por el título NWA World Television Championship, Salió medio año después en su temporada con la empresa.

### Regreso a la WWF (1991-1992)
Regresó a la WWF de nuevo en 1991 y fue alineado con el ex enemigo Sgt. Slaughter, y se comenzó a llamar a sí mismo "Col Mustafa" junto con General Adnan, Slaughter and Mustafa fueron retratados como simpatizantes iraquíes durante la primera Guerra del Golfo y mantuvo un feudo contra Hulk Hogan. Luego Slaughter se hizo face después del SummerSlam 1991, se asoció con el general Adnan hasta mediados de 1992, cuando abandonó la promoción de nuevo.

### De vuelta al Circuito Independiente (1993-1994)
The Iron Sheik regresó a la lucha independiente, luego fue a una gira a Nigeria en 1994, publicitado por Chris Adams y co-patrocinado por pepsi, y con ex superestrellas de la WWF Jimmy Snuka, Greg Valentine, Demolition Ax y Kevin Von Erich.
Sheik fue el primer campeón de la "Boston Bad Boy" Tony Rumble's Century Wrestling Alliance ganándole a Vic Steamboat el 23 de octubre de 1993 en Wakefield, Massachusetts.
En 1994, Sheik se probó a sí mismo en shoot wrestling en UWFi en Japón. Perdió contra Yoji Anjo en apenas 5:30 minutos.

### Apariciones esporádicas en WWF/E (1996-2022)
A finales de 1996, el Sheik volvió a formar equipo con su antiguo némesis Bob Backlund para manejarse contra el luchador de la WWF The Sultan que usaba un gimmick del Este Medio, pero una vez más dio positivo en un control de drogas, y fue excluido de la Federación. El 1 de abril del 2001, en WrestleMania X-Seven, The Iron Sheik fue el ganador de un Battle Royal donde participaron luchadores de la época de los años 80 y 90. En lugar de ser abucheado por ganar fue vitoreado. Él fue a luchar en varias promociones independientes a los 60 años de edad.
En 2005 Sheik fue introducido a WWE Hall of Fame por su antiguo rival Sgt. Slaughter. El 11 de junio del 2007 en un episodio de Raw, que junto con Jimmy Snuka apareció en un segmento grabado que muestra su agradecimiento dueño de WWE Vince McMahon. El 18 de junio en un episodio de Raw Vince abordó al asistente Jonathan Coachman sobre llevar a cabo un espectáculo propio de entrevistas (Piper's Pit y The Brother Love Show) para mostrar en Raw, a lo que Coachman respondió: "Me gusta la idea. Lo consideraré". El 13 de agosto, apareció en un episodio de Raw celebrado en Madison Square Garden para una versión de la WWE de American Idol. Sheik salió con Nikolai Volkoff mientras Volkoff cantaba el himno de Rusia. El 10 de marzo del 2008 en una edición de Raw le ofrecieron unos revanchas de los WrestleManias. Iron Sheik apareció junto con Nikolai Volkoff para enfrentarse nuevamente contra U.S. Express en la revancha del primer WrestleMania. Antes de comenzar la pelea fueron interrumpidos por Jillian Hall quien salió a cantar la canción de Bruce Springsteen, "Born in the U.S.A.."
El 2 de octubre de 2009 apareció en el Décimo aniversario de Smackdown discutiendo con Sgt. Slaughter.
En los últimos años, The Iron Shei expresó intenso desagrado por varios luchadores, promotores de lucha libre, examigos y celebridades, entre ellos Brian Blair, Nikolai Volkoff, The Ultimate Warrior, Hulk Hogan, André the Giant, Michael Richards, y otros. En diversas entrevistas realizadas con Sheik, increpó a éstos y otros, utilizando un lenguaje crudo y violento y utilizando muy a menudo la amenaza de "bajarles los humos" por medio de violación anal. A medida que los clips con estas entrevistas llegaron a YouTube, se empezó a formar una nueva generación de fanáticos alrededor de the Iron Sheik. A partir de julio de 2007, Sheik y sus diatribas se convirtieron en un tema de debate en The Howard Stern Show. Por sus divertidas y homofóbas declaraciones antisemitas así como sus frecuentes recrudecidas amenazas de "bajarles los humos" a aquellos que lo enojaban, casi diariamente aparecía en la televisión algo relacionado con Iron Sheik. Artie Lange comenzó a suplantar su identidad después de escuchar por primera vez las grabaciones de audio, señalando en su monólogo cómico la redundancia de Sheik del insulto "¡Eres gay y maricón!" The Sheik apareció en Stern Show el 2 de agosto de 2007. Su compañero de la radio Bubba the Love Sponge, presentándose como uno de los invitadados de Stern, acusó a Sheik de tener una medalla de oro falsa, a pesar de ser una medalla oficial de la AAU en 1971.
Antes del concurso, Sheik se vio envulto en una pelea de gritos con The Ultimate Warrior, Randy Savage, George Foreman y Killer Bees, Richard Christy y Sal "The Stockbroker" Governale que insultaron por satélite y por radio a The Sheik. Artie Lange llevaba un disfraz, que incluía una barba falsa, y llevó a cabo su imitación, proclamándose el nuevo luchador de WWE "Iron Sheik Junior". The Iron Sheik más tarde se dio cuenta de que Lange había actuado como The Iron Sheik Junior y Sheik bromeó diciéndole que lo violaría aunque "fuera gordo".
El 15 de octubre del 2007 Sheik hizo su debut en Howard 101 actuando como anfitrión en un programa de una hora de duración The Iron Sheik Show, sede de una hora The Iron Sheik Show. En una reciente aparición en The Howard Stern Show (marzo de 2008) el discutió varios asuntos pendientes con Beetlejuice (sin darse cuenta del retraso mental de este último), y pidió disculpas a Stern por sus comentarios antisemitas. Durante su visita se sirvió en vaso de cerveza Beck's y se la tiró a Will Murray (quien llevaba parte del show) ya que al parecer había cuestionado su orientación sexual durante su pre-entrevista. Ambas partes se disculparon poco después.
Sheik hizo presentaciones con The Killers of Comedy, junto unos comediantes de Stern Christy y Governale. En la gira del 2008, Sheik tuvo una pelea verbal con Beetlejuice que resultó en la suspensión de Sheik.
El 10 de octubre de 2008 le hicieron un roast (burla y crítica con intención comédica) sus amigos Brian Blair, Nikolai Volkoff y otros. Sin embargo, el roast terminó abruptamente cuando Sheik cacheteó a Blair. Luego apareció en el programa de televisión Kenny vs. Spenny, titulado ¿Quién es el mejor luchador?, donde los favoritos de Spenny eran Hulk Hogan y Ultimate Warrior.
El 30 de abril de 2009 en el programa Opie and Anthony, Sheik mostró su disgusto por Hulk Hogan, Linda Hogan y The Ultimate Warrior.

## Vida personal y muerte
El 5 de mayo de 2003, Marissa Jeanne Vaziri, su hija de 27 años, fue encontrada estrangulada en su apartamento. El novio de esta, Charles Warren Reynolds, confesó haberla asesinado. El 7 de junio de 2023, Vaziri falleció en su casa ubicada en Fayetteville, a los 81 años de edad.

## Campeonatos y logros
- Georgia Championship Wrestling

- NWA National Television Championship (1 vez)

- International Association of Wrestling

- IAW Heavyweight Championship (1 vez)
- IAW Tag Team Championship (3 veces) – con Brian Costello

- Maple Leaf Wrestling

- NWA Canadian Heavyweight Championship (Toronto version) (2 veces)

- Mid-Atlantic Championship Wrestling

- NWA Mid-Atlantic Heavyweight Championship (1 vez)

- NWA All-Star Wrestling

- NWA Canadian Tag Team Championship (Vancouver version) (1 vez) – con The Texas Outlaw

- NWA New Zealand

- NWA New Zealand British Commonwealth Championship (1 vez)

- NWA 2000

- NWA 2000 American Heritage Championship (1 vez)

- Pacific Northwest Wrestling

- NWA Pacific Northwest Tag Team Championship (1 vez) – con Bull Ramos

- Pro Wrestling Illustrated

- PWI en el puesto #134 de los 500 mejores luchadores "PWI Years" en 2003
- PWI en el puesto #96 de los 100 mejores grupos de "PWI Years" con Nikolai Volkoff en 2003

- World Wrestling Federation / World Wrestling Entertainment

- WWF World Heavyweight Championship (1 vez)
- WWF Tag Team Championship (1 vez) – con Nikolai Volkoff
- WWE Salón de la Fama (Class of 2005)
- Legend Battle Royal

- Wrestling Observer Newsletter awards

- Most Underrated Wrestler (1980)